# Kopalnia solankowa
Kopalnia solankowa – kopalnia soli eksploatująca złoże metodą ługowania.
W Polsce podobna kopalnia funkcjonowała np. w Zabłociu.